# Incitement
Pour plus de détails, voir Fiche technique et Distribution.
Incitement (en hébreu : ימים נוראים, Yamim Noraim) est un film israélien écrit et réalisé par Yaron Zilberman et sorti en 2019.
Le film est présenté dans la section Contemporary World Cinema au Festival international du film de Toronto 2019.
Le film a été écrit par Ron Leshem aux côtés de Zilberman et Yair Hizmi. Lors de la première mondiale du film au Festival international du film de Toronto, la projection a été interrompue et le public a dû évacuer en raison d'une menace pour la sécurité puis a été reprise lorsque le cinéma montrant le film a été jugé sûr.
Il a reçu le prix Ophir 2019 du meilleur film et a été sélectionné comme entrée israélienne pour le meilleur long métrage international à la 92e cérémonie des Oscars.

## Synopsis
Yitzhak Rabin ministre israélien vient d'annoncer les accords d’Oslo en septembre 1993. Ces derniers visent à faire parvenir la paix entre les Palestiniens et Israéliens après des années de conflit. Yigal Amir alors étudiant en droit et juif orthodoxe dévoué ne peut pas croire que le dirigeant de son pays rendra un territoire que beaucoup croient être le leur au nom de la parole divine. Le compromis s'approchant, Amir passe de militant politique à un extrémiste dangereux. Il se convainc qu’il doit arrêter la signature de ce traité de paix afin d’accomplir sa destinée et ainsi apporter secours à son peuple. Amir n'a plus qu’une chose en tête, c'est d'assassiner Yitzhak Rabin.
Le film dresse un portrait de Yigal Amir au cours de l'année qui a précédé l'assassinat d'Yitzhak Rabin.

## Fiche technique
- Titre original : ימים נוראים, Yamim Noraim
- Titre français : Incitement
- Réalisation : Yaron Zilberman
- Scénario : Yaron Zilberman, Ron Leshem
- Photographie : Amit Yasur
- Montage : Shira Arad, Yonatan Weinstein
- Musique : Raz Mesinai
- Pays d'origine : Israël
- Langue originale : hébreu
- Format : couleur
- Genre : thriller
- Durée : 123 minutes
- Dates de sortie :
  -  Canada : 7 septembre 2019 (Festival international du film de Toronto - TIFF)

## Distribution
- Yehuda Nahari Halevi : Yigal Amir (comme Yehuda Nahari)
- Amitay Yaish Ben Ousilio : Shlomo Amir (comme Amitai Yaish)
- Anat Ravnitzki : Geula Amir
- Yoav Levi : Hagai Amir (en)
- Daniella Kertesz : Nava
- Sivan Mast : Margalit Har-Shefi
- Dolev Ohana : Dror Adani
- Raanan Paz : Avishai Raviv
- Eldad Ben Tora : Yigal's friend from the army
- Lola S. Frey : Kala
- Gur Ya'ari : Benny Elon
- Hadar Cats : Demonstrator (non crédité)